# Gällstads distrikt
Gällstads distrikt är ett distrikt i Ulricehamns kommun och Västra Götalands län. 
Distriktet ligger sydost om Ulricehamn. 

## Tidigare administrativ tillhörighet
Distriktet inrättades 2016 och utgörs av socknen Gällstad i Ulricehamns kommun. 
Området motsvarar den omfattning Gällstads församling hade vid årsskiftet 1999/2000.